# Aslambek Aslakhanov
Aslambek Akhmedovitj Aslakhanov (russisk: Асламбек Ахметович Аслаханов, tr. Aslambek Akhmetovitj Aslakhanov; født 14. marts 1942, død 11. august 2024) var en russisk politiker og tjetjensk delegeret til Statsdumaen, såvel som rådgiver og tidligere medhjælper af den russiske præsident Vladimir Putin.